# Életot
Életot és un municipi francès situat al departament del Sena Marítim i a la regió de Normandia. L'any 2007 tenia 600 habitants.

## Demografia

### Població
El 2007 la població de fet d'Életot era de 600 persones. Hi havia 223 famílies de les quals 54 eren unipersonals (17 homes vivint sols i 37 dones vivint soles), 70 parelles sense fills, 95 parelles amb fills i 4 famílies monoparentals amb fills.
La població ha evolucionat segons el següent gràfic:
Habitants censats

### Habitatges
El 2007 hi havia 266 habitatges, 229 eren l'habitatge principal de la família, 23 eren segones residències i 15 estaven desocupats. 256 eren cases i 10 eren apartaments. Dels 229 habitatges principals, 172 estaven ocupats pels seus propietaris, 46 estaven llogats i ocupats pels llogaters i 10 estaven cedits a títol gratuït; 18 tenien dues cambres, 42 en tenien tres, 72 en tenien quatre i 97 en tenien cinc o més. 179 habitatges disposaven pel capbaix d'una plaça de pàrquing. A 103 habitatges hi havia un automòbil i a 96 n'hi havia dos o més.

### Piràmide de població
La piràmide de població per edats i sexe el 2009 era:
| Homes | Edats   | Dones |
| ----- | ------- | ----- |
| 0     | 95 o +  | 4     |
| 0     | 90 a 94 | 0     |
| 0     | 85 a 89 | 8     |
| 0     | 80 a 84 | 4     |
| 4     | 75 a 79 | 4     |
| 4     | 70 a 74 | 12    |
| 32    | 65 a 69 | 4     |
| 8     | 60 a 64 | 44    |
| 16    | 55 a 59 | 16    |
| 16    | 50 a 54 | 8     |
| 32    | 45 a 49 | 20    |
| 8     | 40 a 44 | 8     |
| 32    | 35 a 39 | 20    |
| 16    | 30 a 34 | 20    |
| 16    | 25 a 29 | 24    |
| 8     | 20 a 24 | 8     |
| 20    | 15 a 19 | 12    |
| 16    | 10 a 14 | 36    |
| 28    | 5 a 9   | 20    |
| 20    | 0 a 4   | 8     |

## Economia
El 2007 la població en edat de treballar era de 370 persones, 266 eren actives i 104 eren inactives. De les 266 persones actives 240 estaven ocupades (138 homes i 102 dones) i 25 estaven aturades (7 homes i 18 dones). De les 104 persones inactives 30 estaven jubilades, 42 estaven estudiant i 32 estaven classificades com a «altres inactius».

### Ingressos
El 2009 a Életot hi havia 231 unitats fiscals que integraven 608,5 persones, la mediana anual d'ingressos fiscals per persona era de 16.436 €.

### Activitats econòmiques
Dels 10 establiments que hi havia el 2007, 1 era d'una empresa de fabricació d'altres productes industrials, 4 d'empreses de construcció, 2 d'empreses de comerç i reparació d'automòbils, 1 d'una empresa de transport, 1 d'una empresa immobiliària i 1 d'una empresa de serveis.
Dels 3 establiments de servei als particulars que hi havia el 2009, 1 era un paleta, 1 electricista i 1 empresa de construcció.
L'únic establiment comercial que hi havia el 2009 era una fleca.
L'any 2000 a Életot hi havia 7 explotacions agrícoles que ocupaven un total de 336 hectàrees.

## Equipaments sanitaris i escolars
El 2009 hi havia una escola elemental.

## Poblacions més properes
El següent diagrama mostra les poblacions més properes.